# (1138) Attica
(1138) Attica – planetoida z grupy pasa głównego asteroid okrążająca Słońce w ciągu 5 lat i 214 dni w średniej odległości 3,15 au. Została odkryta 22 listopada 1929 roku w Landessternwarte Heidelberg-Königstuhl w Heidelbergu przez Karla Reinmutha. Nazwa planetoidy pochodzi od Attyki, krainy historycznej starożytnej Grecji. Przed nadaniem nazwy planetoida nosiła oznaczenie tymczasowe (1138) 1929 WF.